# 博洛特納河 (博洛齊夫卡河支流)
博洛特納河（烏克蘭語：Болотна），是烏克蘭的河流，位於該國西部利沃夫州，屬於博洛齊夫卡河的左支流，發源自奧斯特羅熱茨和維申卡之間，河口處在萬科維奇以南，河道全長14公里，流域面積44平方公里。